# Glomerobolus
Glomerobolus is een monotypisch geslacht in de familie Stictidaceae. Het bevat alleen de soort Glomerobolus gelineus.